# Damo
Damo hay còn gọi là Trà mẫu là một bộ phim điện ảnh Hàn Quốc nói về thân phận của một cô gái trong một trận biến mà mất gia thân và thất lạc với huynh trưởng của mình từ năm 8 tuổi.

## Sơ lược cốt truyện
Cô tình cờ gặp và trở thành tì nữ của Hwang Bo Joon (Lee Seo Jin), vốn là con của 1 vị quan và 1 nữ nô tì. Từ nhỏ anh đã tỏ ra là người thông minh giỏi giang, nhưng vì thân phận nửa quý tộc nửa thấp hèn của mình mà anh bị đối xử không khác gì kẻ hầu người hạ, luôn phải chịu sự khinh miệt của mọi người, trải qua một tuổi thơ đầy tủi nhục, đến một chữ "cha" cũng chưa bao giờ dám gọi. Hai tâm hồn cô độc đó đó chia sẻ cho nhau suốt 15 năm trời.
15 năm sau, Hwang Bo Joon trở thành Quan Tùng sự của Tả bổ phòng, là quan dưới cấp của Tả bổ tướng, vốn là 1 đại thần thân cận vua. Với bản tính cương trực, một tấm lòng hết lòng vì nước vì dân cộng với võ công cao cường, bên dưới có các quan tướng giỏi giang và trung thành cùng với Chae Ok (Ha Ji Won)- người bạn tâm giao nhưng cũng là tôi tớ của anh - thông minh, xinh đẹp, kiên cường và giỏi võ, phá được biết bao vụ án, làm an lòng dân.
Thời đó nổi lên vụ án làm tiền giả rất nghiêm trọng, Chae Ok được cử giả nam nhân điều tra. Trong lúc điều tra cô gặp được Jang Sung Baek (Kim Min Joon), vốn là thủ lĩnh của một nhóm nổi dậy chống lại triều đình, đồng thời cũng đứng đầu nhóm tội phạm làm tiền giả.
Sau nhiều biến cố cô và Jang Sung Baek đã nảy sinh tình cảm. Nhưng mối nhân duyên suốt 15 năm trời giữa cô với Hwang Bo Joon cũng không dễ gì đứt đoạn. Và từ đó hình thành nên một mối tình tay ba vô cùng phức tạp và bi thương. Và càng rắc rối hơn khi thân phận thật sự của Chae Ok và Jang Sung Baek dần dần hé lộ.
Bộ phim đã đoạt rất nhiều giải thưởng, tạo nên tên tuổi cho nữ diễn viên chính Ha Ji Won và nam diễn viên chính Lee Seo Jin.